# Katedra w Essen
Katedra Najświętszej Maryi Panny i Świętych Kosmy i Damiana w Essen (niem. Essener Münster) – główna świątynia historycznego żeńskiego opactwa, od 1958 siedziba rzymskokatolickiej diecezji Essen, które obejmuje swoim zasięgiem parafie na terenie Zagłębia Ruhry. Położona w najstarszej części miasta Essen katedra jest cennym dziełem architektury ottońskiej, wczesnoromańskiej i wczesnogotyckiej.

## Historia

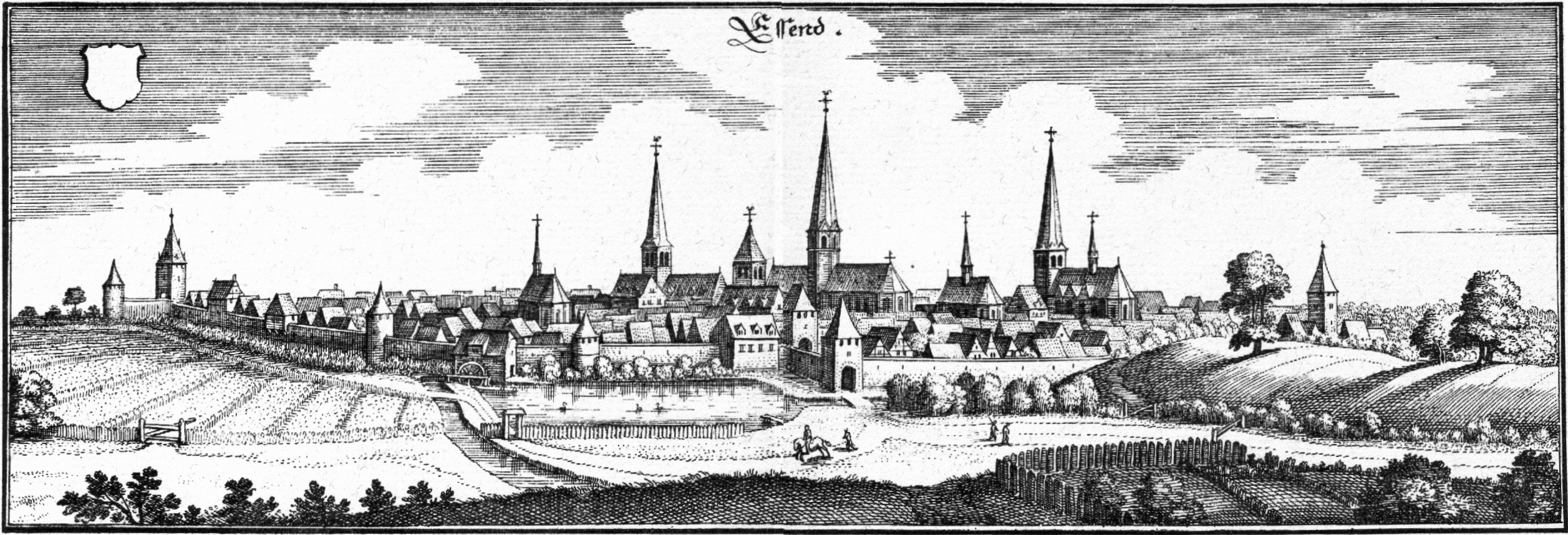
Widok Essen na sztychu Matthäusa Meriana. Pośrodku katedra

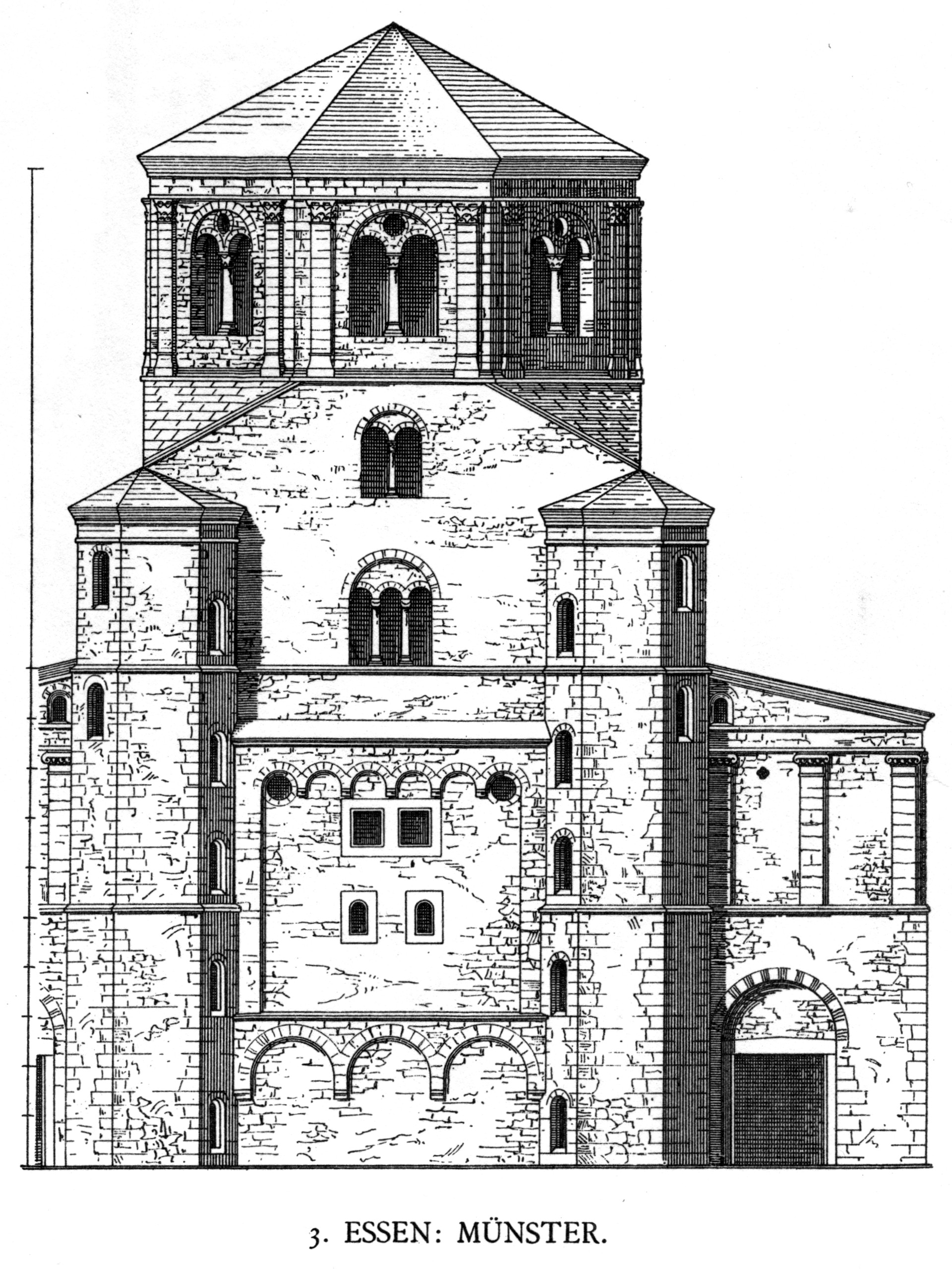
Zachodnia część bazyliki westwerk na rysunku Georga Dehio.

Świątynia dedykowana jest Najświętszej Marii Pannie oraz świętym męczennikom Kosmie i Damianowi. Obecny kościół jest trzecią świątynią znajdującą się w tym miejscu.
Dawny kościół kolegiacki położony jest w południowej części ufundowanego ok. 845 przez biskupa Hildesheim Altfrida. Świątynię wzniesiono pomiędzy 845 i 870. Była to orientowana trójnawowa bazylika, której relikty zostały odkryte w 1952 przez Waltera Zimmermanna. Kościół istniał do 946 zgodnie z Annałami kolońskimi als Astnide cremabatur – "Essen spłonęło" – a wraz z nim świątynia. Za panowania opatek Matyldy i Teofano odbudowano kościół. Wówczas powstała zachowana do dziś krypta. Od strony zachodniej wzniesiono monumentalny westwerk, do którego przylegało atrium łączące kościół z baptysterium (stanowiące zalążek kościoła św. Jana Chrzciciela). Kościół był trójnawową bazyliką z transeptem krótkim prezbiterium zamkniętym absydą. Ponadto za absydą znajdowała się kaplica. W 1271 świątynia uległa ponownemu zniszczeniu przez pożar. Oprócz krypty zachował się westwerk. Za rządów opatek Berty von Arnsberg i Beatrix von Holte odbudowano opactwo. Powstała wówczas świątynia w stylu wczesnego gotyku. Otrzymała ona pięcioprzęsłowy halowy korpus nawowy oraz nowy transept i prosto zamknięte prezbiterium. Prace nad budową świątyni ukończono w 1316.
W XIX wieku dokonano gruntownej renowacji kościoła, który w XVIII wieku w znacznej części przekształcono w duchu baroku. Elewacjom zewnętrznym przywrócono średniowieczny charakter (m.in. wstawiono maswerki). Odnowiono także westwerk, wraz z jego wnętrzem (wymieniono dachy i hełm wieży wieńczącej). Prace prowadził architekt i historyk sztuki Georg Humann, syn Carla Humanna. W nocy z 5 na 6 marca 1943 alianckie lotnictwo zbombardowało katedrę. Odbudowa świątyni trwała do 1958. W tymże roku założono biskupstwo Essen. Pierwszym hierarchą nowej diecezji został dr Franz Hengsbach. W 1987 papież Jan Paweł II podczas swojej pielgrzymki po Niemczech odwiedził Essen i katedrę.  

## Architektura
Katedra stanowi część dawnego opactwa, w którego skład wchodzą gotycki kościół św. Jana Chrzciciela, skarbiec oraz zabudowania klasztorne skupione wokół czworobocznego wirydarza tworzące północną część kompleksu. 
W architekturze katedry wyróżniają się dwie części związane z różnymi fazami budowy. Najstarszymi zachowanymi częściami są trójwieżowy wzniesiony z ciosu westwerk oraz krypta, wzniesione w czasach ottońskich, reprezentujące wczesnoromański styl. Masyw zachodni tworzy monumentalna wieża o kilku kondygnacjach zbudowana na planie prostokątnym. Od zewnątrz westwerk charakteryzuje typowa dla romanizmu surowość i kubiczność bryły, niemalże pozbawiona dekoracji, którą tworzą jedynie fryzy arkadowe. Kondygnacje podzielone są za pomocą gzymsów. Dwie górne kondygnacje mają ściany przeprute oknami – tryforiami oraz biforiami. Biforia znajdują się również w najwyższej kondygnacji, która ma plan oktogonalny. Ściany każdego z boków mają pilastry, stąd najwyższą kondygnację masywu zachodniego cechuje plastyczność. Od strony zachodniej do lica ściany przylegają dwie mniejsze wieże o wielobocznym przekroju. Wewnątrz westwerku mieści się absyda z obejściem i emporami, której struktura architektoniczna nawiązuje do tradycji karolińskiej, wzorowana jest na kaplicy pałacowej w Akwizgranie. Zgodnie z akwizgrańskim wzorcem zastosowano wewnątrz podział na trzy kondygnacje. Najniższą tworzą arkady wsparte na masywnych nieregularnych w rzucie filarach; arkady te otwierają się do kaplic, z których jedna na osi ma plan kwadratu, reszta trójkąta. W środkowej kondygnacji znajdują się empory, każda z trzech ścian ma od strony wewnętrznej potrójne arkady. Najwyższa kondygnacja mieści także empory, powtarza elewacje kondygnacji dolnej, przy czym każdą z arkad wspierają po dwie kolumny. Zgodnie z akwizgrańskim modelem użyto antycznych porządków filarów. Ściany wewnątrz niegdyś pokrywały malowidła o tematyce chrystologicznej. Najwyższa kondygnacja mieści dzwony. 
Wczesnoromańska krypta mieści się we wschodniej części świątyni, poniżej prezbiterium i transeptu. Wejście do niej znajduje się przy prezbiterium. Nakryta jest sklepieniem krzyżowo-kolebkowym wspartym na gurtach, które spoczywają na monumentalnych filarach o kwadratowym rzucie. Pełniła funkcję opackiej nekropolii, tu spoczywa m.in. ksieni Teofano. 
Halowy korpus nawowy jest gotycki, został wzniesiony do 1275 roku na miejscu bazylikowego wzniesionego w czasach ottońskich. Wnętrze jest nakryte sklepieniem krzyżowo-żebrowym, wspartym na masywnych filarach o planie okrągłym.

## Wystrój wnętrza
Wnętrze jest nader skromne, dominuje architektura nad wystrojem. W dużej części spowodowane jest to zniszczeniami po nalotach aliantów podczas II wojny światowej. Najcenniejszymi dziełami sztuki znajdującymi się wewnątrz katedry są Złota Madonna oraz świecznik siedmioramienny, oba są ważnymi przykładami sztuki ottońskiej.  

### Złota Madonna

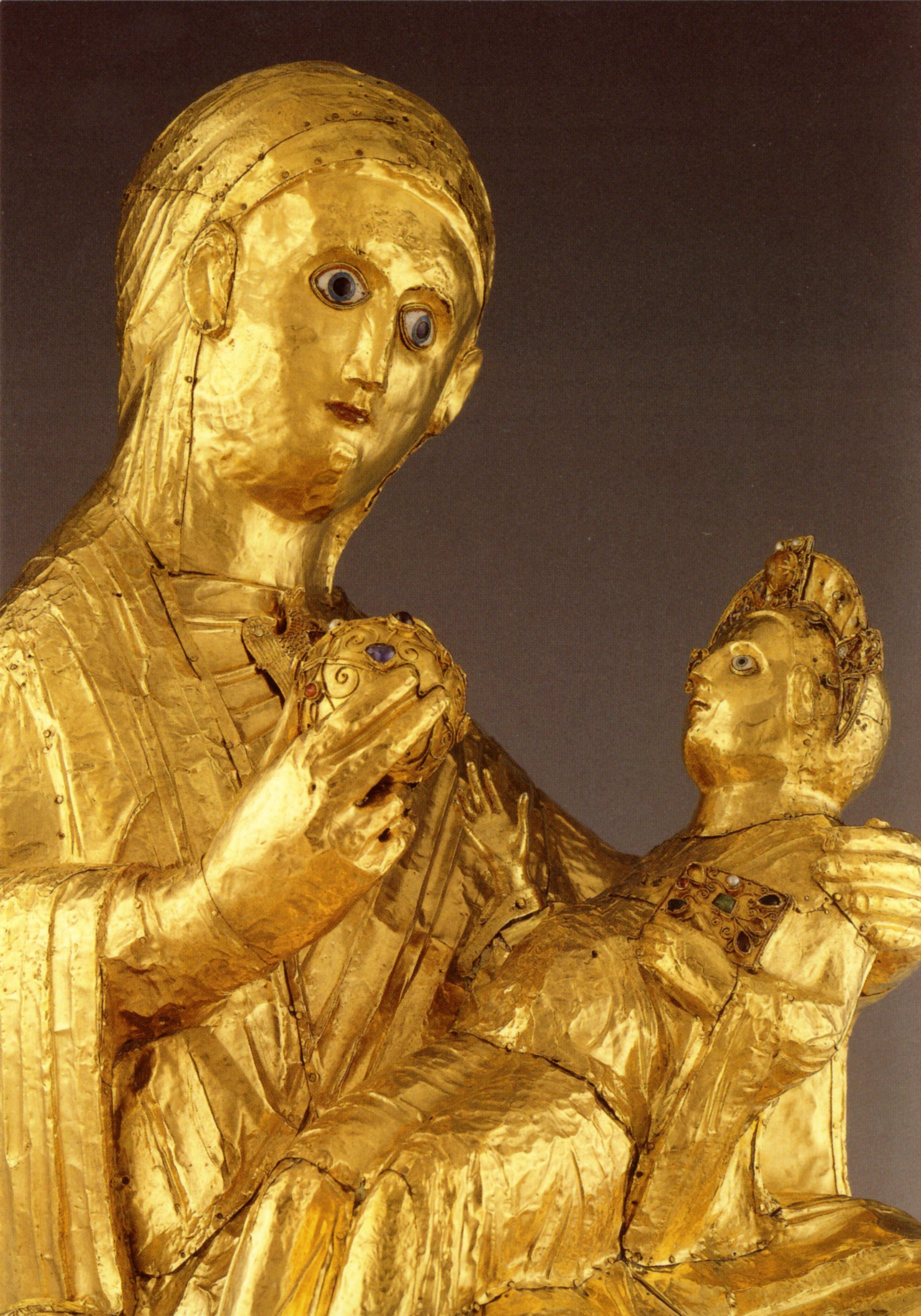
Złota Madonna (fragment)

Obecnie Złota Madonna znajduje się w kaplicy usytuowanej przy północno-wschodnim narożniku prezbiterium i północnego ramienia transeptu. Została wykonana ok. 980. Jest to jeden z najstarszych przykładów dzieła pełniącego funkcję rzeźby kultowej. Wykonana z jednego kloca drewna pokryta jest niemal w całości złotą okładziną. Przedstawia ona Matkę Bożą z Dzieciątkiem Jezus siedzącym na jej kolanach. Maryja trzyma w prawej ręce jabłko, które przekazuje małemu Zbawicielowi, co tłumaczy się symboliką Marii jako Nova Eva – wykonuje gest oznaczający zbawienie ludzkości z grzechu pierworodnego. 

### Świecznik siedmioramienny
Usytuowany w zachodniej części nawy głównej brązowy świecznik siedmioramienny wykonany został ok. 1000 na polecenie opatki Matyldy, co poświadcza inskrypcja na nodusie w dolnej partii trzonu. Stopę zdobią m.in. figurki antycznych satyrów trzymających banderole opisujące cztery kierunki świata. Trzon i ramiona mają liczne kuliste i profilowane guzy, których powierzchnię zdobi bizantynizująca dekoracja ornamentalna oraz kamienie szlachetne. Świecznik niegdyś był usytuowany przy skrzyżowaniu naw, dopiero od 1987 znajduje się w obecnym miejscu. Nawiązuje on do starotestamentowego świecznika zdobiącego Świątynię Jerozolimską wzniesioną na polecenie króla Salomona. Symbolizuje również połączenie dwóch światów – bożego i ziemskiego oraz siedem łask Ducha Świętego. 

### Pozostałe wyposażenie
Zachowało się kilka rzeźb gotyckich, m.in. przedstawienie Grobu Pańskiego. Przedstawienie to stanowi zespół wykonanych z piaskowca pełnoplastycznych figur, które zgodnie z typem ikonograficznym skupione są wokół grobu, na którym usytuowano rzeźbę martwego Chrystusa. Po bokach stoją Nikodem i Józef z Arymatei, którzy są ukazani w momencie składania ciała Chrystusowego do grobu. Przy dłuższym boku stoją Maria Magdalena, Maryja, Święty Jan Ewangelista, Maria Salome oraz Maria, żona Kleofasa. Tym samym zostały tu połączone dwa wątki biblijne – wątek złożenia do grobu oraz trzech Marii. Dzieło to znajduje się w północnej nawie katedry. 
Drewniane, pełnoplastyczne, polichromowane figury świętych Kosmy i Damiana zdobią dwa filary prezbiterium. Wykonane są przez kolońskiego rzeźbiarza Tilmanna Heysackera ok. 1500 roku. Postacie odziane są w długie szaty i czerwone płaszcze (kolor męczenników), w rękach trzymają swoje atrybuty. Obaj dzierżą w rękach narzędzia męczeńskiej śmierci – miecze, ponadto Kosma trzyma dzban, a Damian moździerz do rozcierania ziół.  
Ze schyłku XV stulecia pochodzi figura Świętego Rocha, patrona szpitali oraz uzdrowiciela. Epidemie dżumy i cholery często nawiedzały Essen – w latach 1400/01, 1439, 1450, 1483 i 1494, co zbiegło się ze wzrostem kultu tego świętego. Figura wykonana ok. 1500 w warsztacie dolnoreńskim znajduje się w nawie południowej, przy wejściu do katedry.

## Skarbiec katedralny
Skarbiec katedralny należy do najbogatszych zbiorów dawnej sztuki sakralnej w Niemczech. Mieszczą się w nim cenne dzieła plastyki z czasów Ottonów, przede wszystkim za czasów rządów opatek Matyldy i Teofano. Są to m.in. cztery krzyże procesyjne w tym krzyż Ottona i Matyldy, miecz ceremonialny, korona Ottona III liczne cenne relikwiarze, utensilia mszalne oraz paramenty.

## Galeria

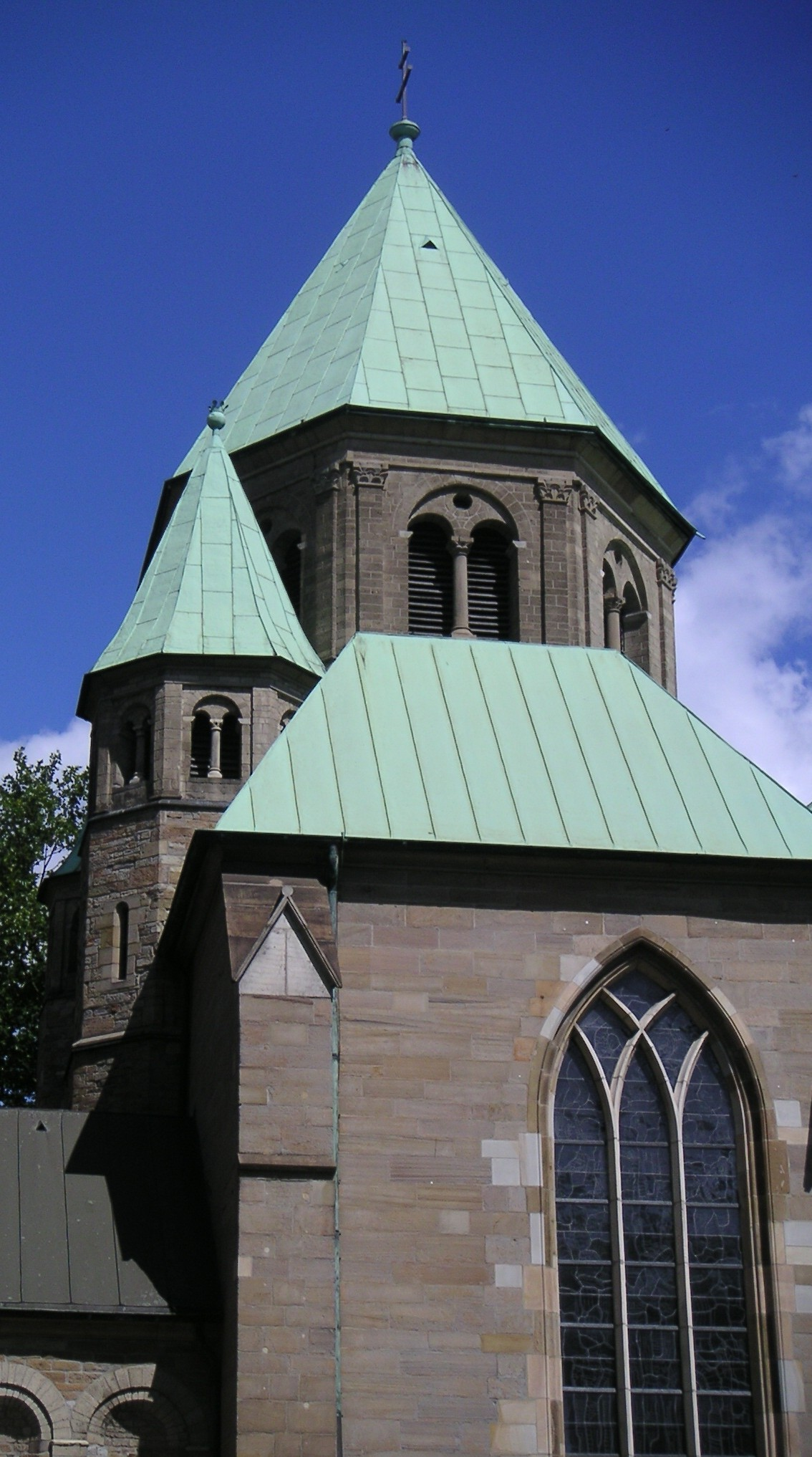
Westwerk
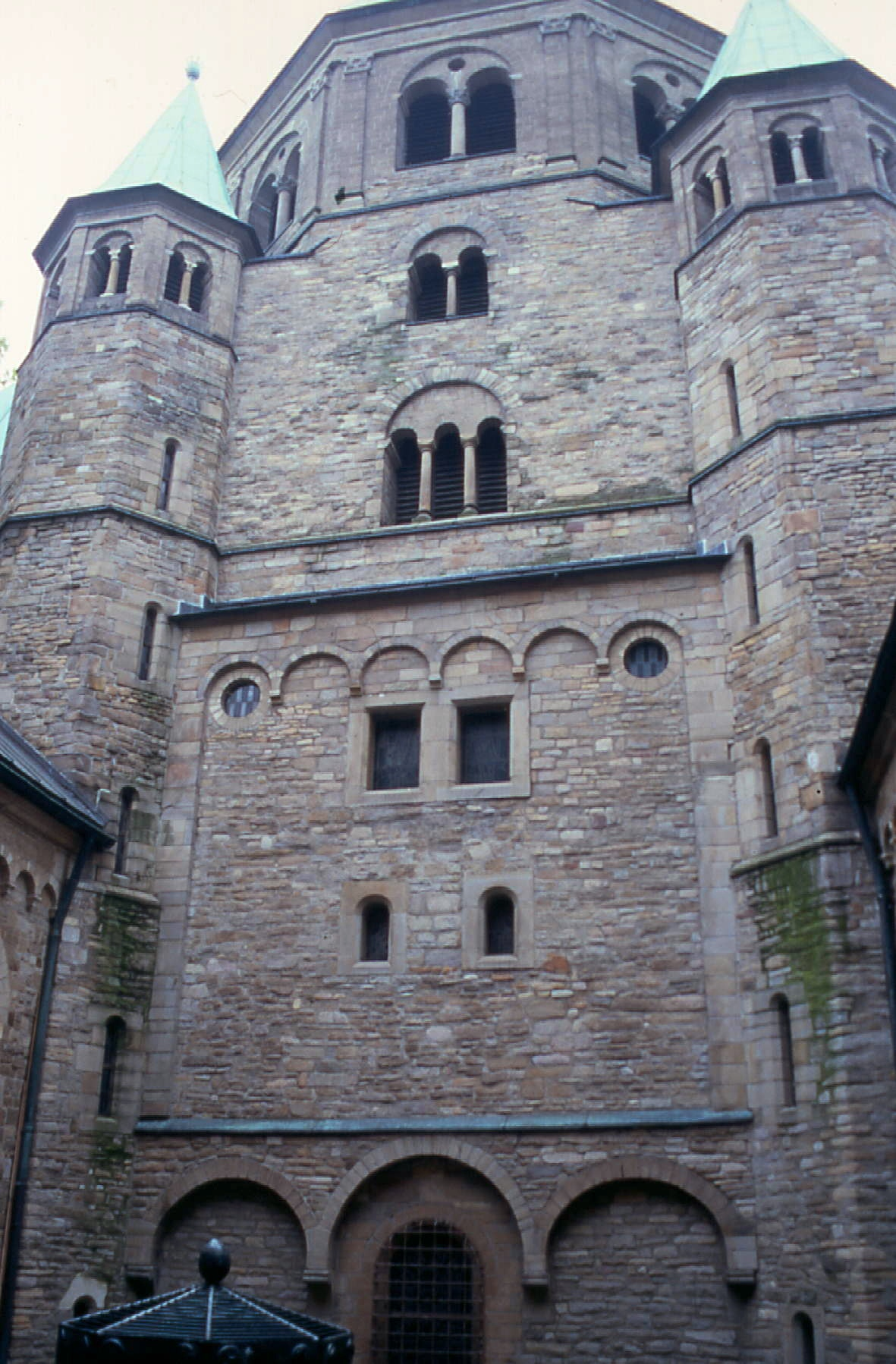
Widok na westwerk od strony zachodniej
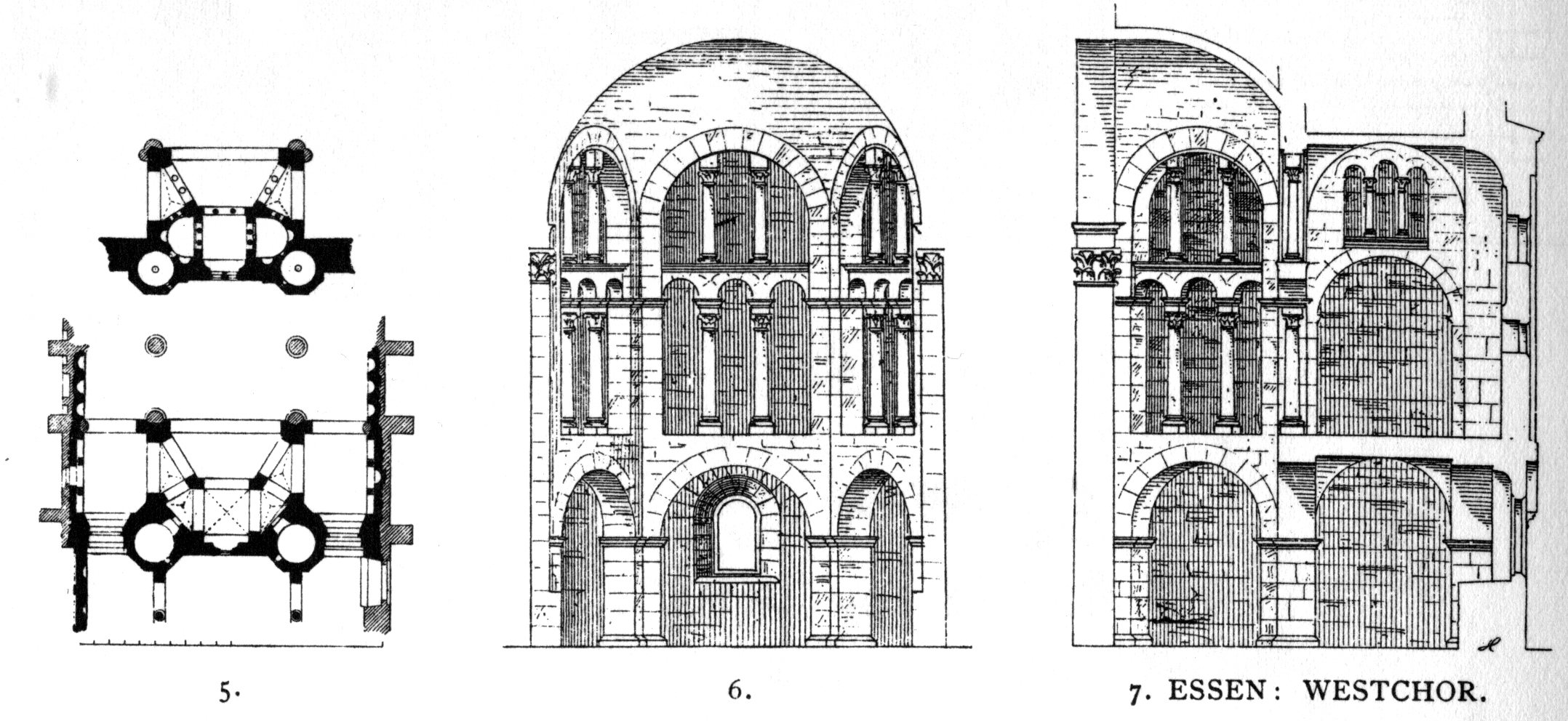
Przekrój westwerku (według Georga Dehio)
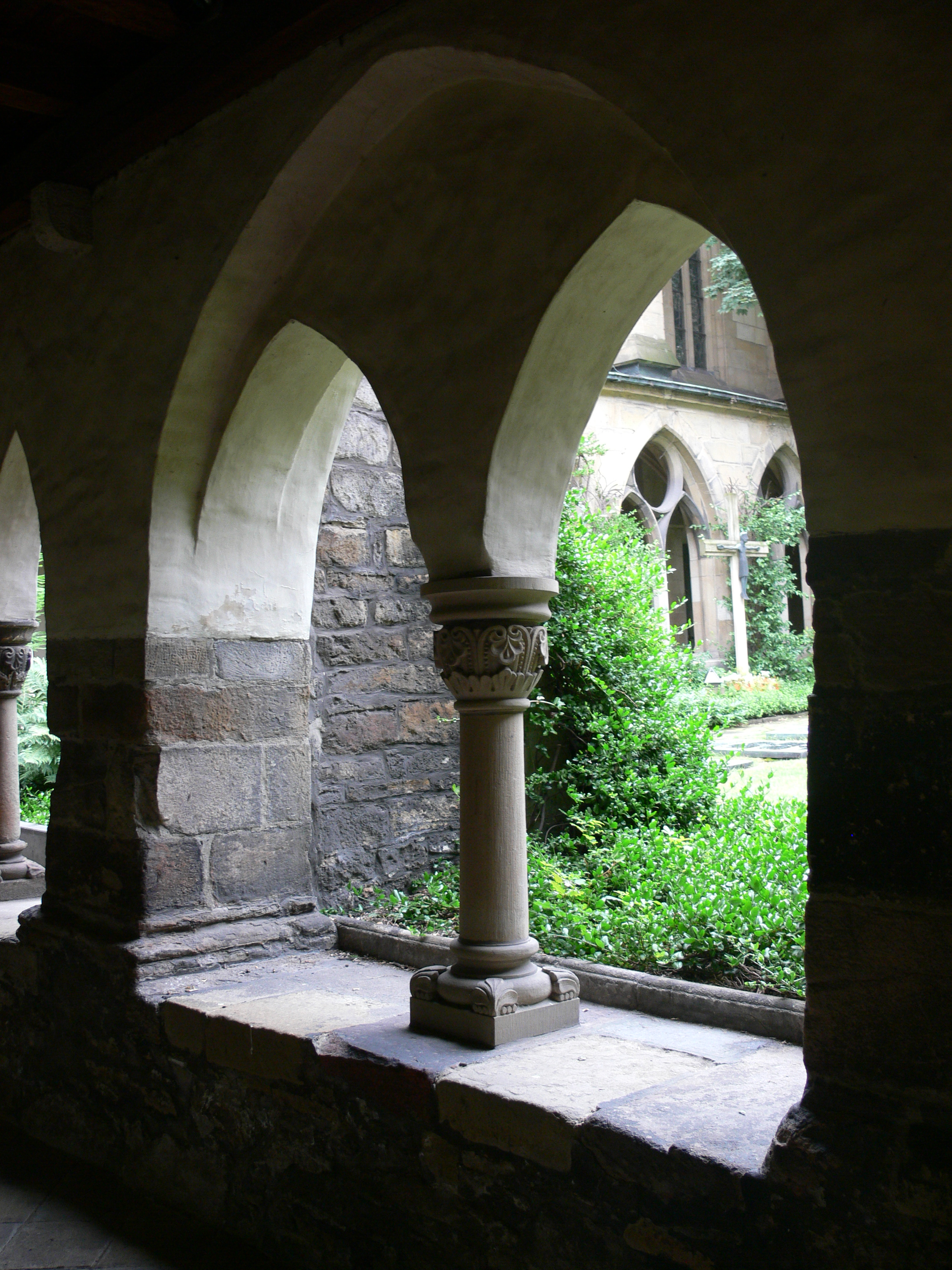
Wczesnogotycki krużganek
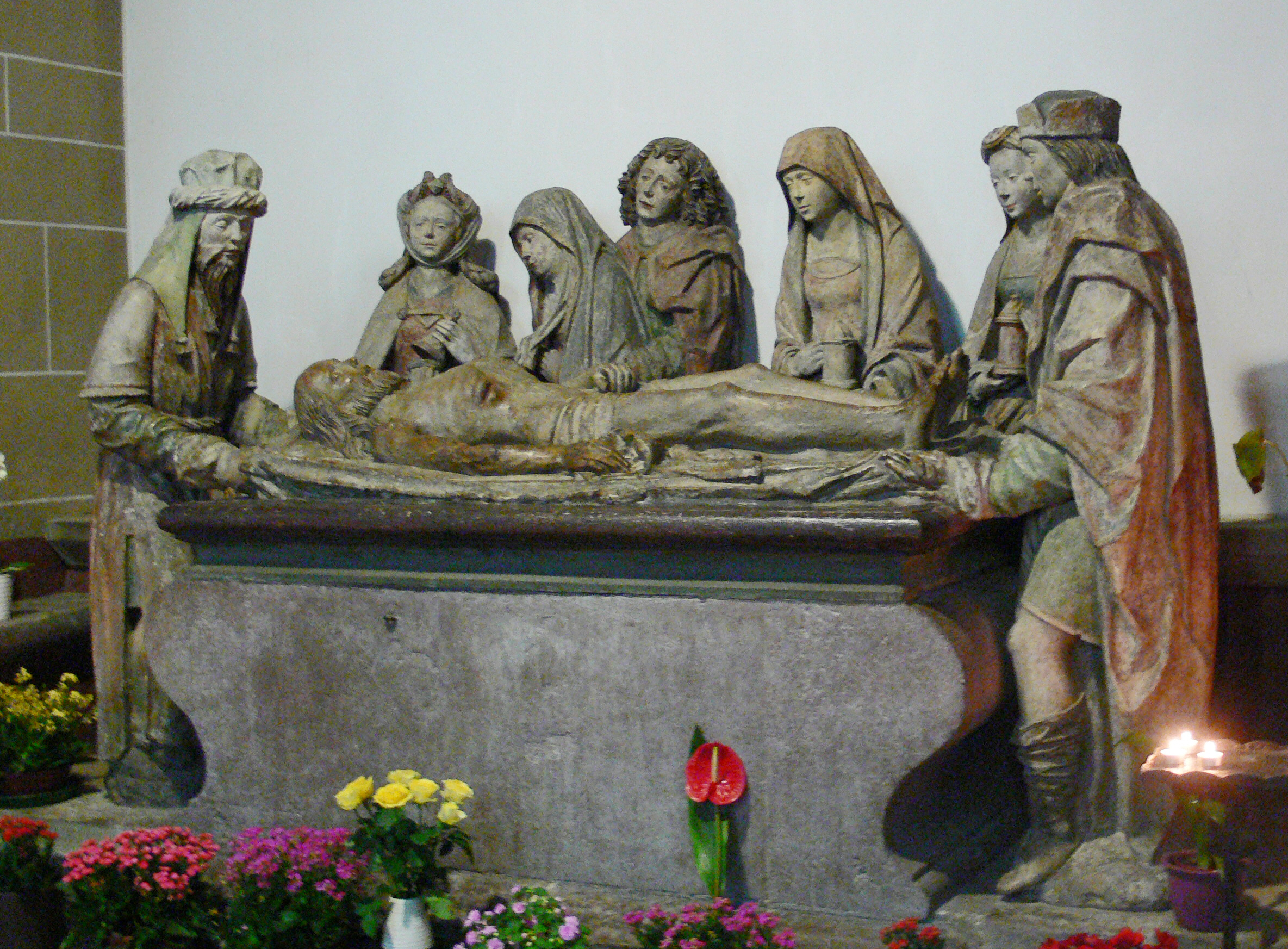
Gotycki Grób Pański
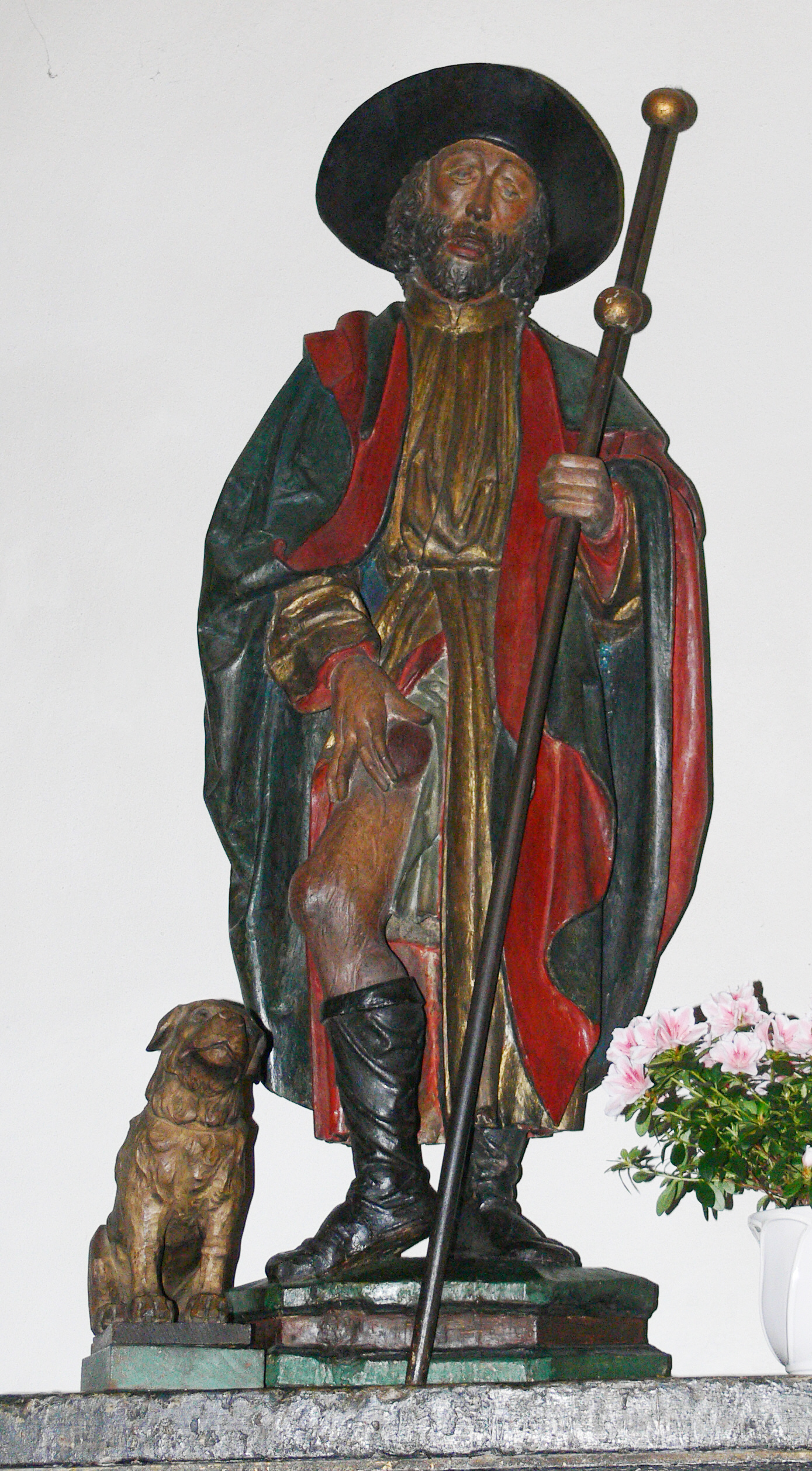
Święty Roch
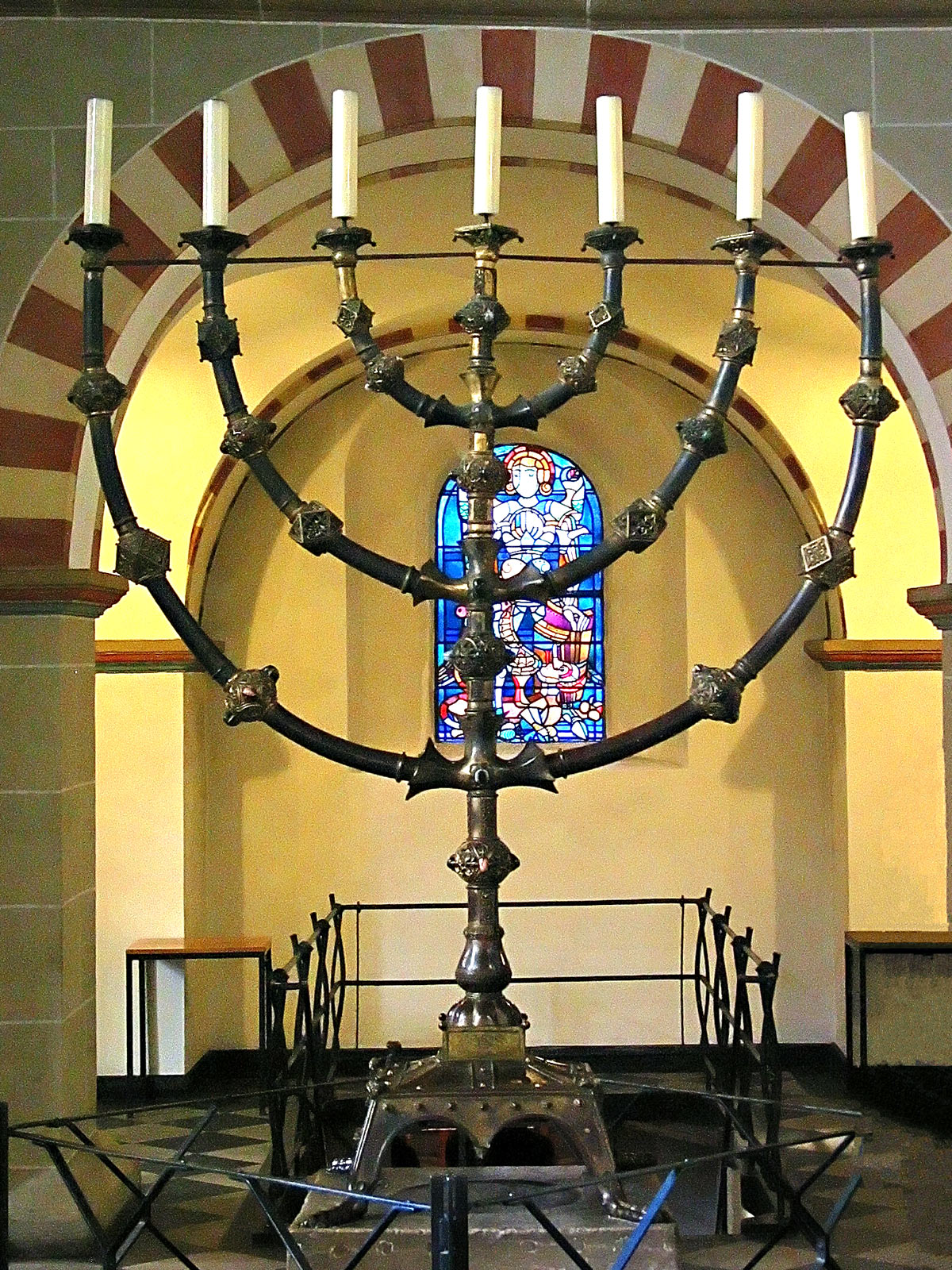
Świecznik siedmioramienny z ok. 1000 r.